# Кастрион (Ханья)
Кастрион или Кастри (греч. Καστρίον) — деревня в Греции, на острове Гавдос. В административном отношении является центром общины (дима) Гавдос периферийной единицы Ханья периферии Крит.

## География
Деревня находится в центральной части острова, на расстоянии примерно 108 километров (по прямой) к юго-западу от города Ираклион, административного центра периферии. Абсолютная высота — 217 метров над уровнем моря.

## Население
По данным 2011 года численность населения деревни составляла 37 человек.
| Год  | Население, человек |
| ---- | ------------------ |
| 1991 | 29                 |
| 2001 | 23                 |
| 2011 | ↗ 37               |

## Транспорт
Транспортное сообщение населённых пунктов Гавдоса с Критом осуществляется посредством теплоходов. Ближайший гражданский аэропорт — Иоаннис Даскалояннис.